# ناتالیا واسکو
ناتالیا لوبومیریونا واسکو (اوکراینی: Наталія Любомирівна Васько؛ زادهٔ ۱۹ اکتبر ۱۹۷۲) بازیگر و مجری تلویزیون اهل اوکراین است. از سال ۱۹۹۹ تا ۲۰۱۹، او بازیگر برجسته تئاتر ملی آکادمیک مولودی کیف و همچنین عضو آکادمی فیلم اوکراین بود.

## زندگی
واسکو در ۱۹ اکتبر ۱۹۷۲ در چروونوهراد، استان لویو متولد شد.